# هالک (فیلم)
هالک (به انگلیسی: Hulk) فیلمی ابرقهرمانی به کارگردانی انگ لی محصول سال ۲۰۰۳ آمریکا است که بر اساس شخصیتی خیالی به همین نام از شرکت مارول کامیکس ساخته شده است. از بازیگران اصلی آن می‌توان به اریک بانا، جنیفر کانلی، سام الیوت، نیک نولتی و جاش لوکاس اشاره کرد.
هالک در ۲۰ ژوئن ۲۰۰۳، توسط یونیورسال پیکچرز اکران شد. فیلم ۲۴۵ میلیون دلار در سراسر جهان فروش کرد در حالی که ۱۳۷ میلیون دلار بودجه ساخت آن بوده است و با نقدهای ضد و نقیضی از سوی منتقدان مواجه شد که عملکرد تیم بازیگری و کارگردانی لی مورد تحسین قرار گرفت اما منتقدان نسبت به روند کند داستان و مدت زمان بالای فیلم انتقاداتی داشتند.

## داستان
دیوید بنر یک دانشمند ارتش است و برای فرمانده راس کار می‌کند. او ماده‌ای به نام گاما می‌سازد و هنگامی که به خون حیوانی تزریق می‌شود، قدرت فراوانی به آن حیوان می‌دهد، اما دولت به بنر اجازه آزمایش روی انسان را نمی‌دهد و او گاما را مخفیانه به خود تزریق می‌کند. پس از مدتی همسرش پسری به دنیا می‌آورد که گاما در خون او نیز هست. وقتی راس می‌فهمد که بنر روی انسان آزمایش کرده، او را اخراج می‌کند. دیوید هم برای انتقام یک انفجار گاما در شهر به‌وجود می‌آورد و خودش و همسرش در اتاقی جروبحث می‌کنند. او به بیرون اتاق حمله‌ور می‌شود و سعی در کشتن پسرش (بروس) می‌کند، اما مادر بروس بنر مقاومت می‌کند و چاقو به او می‌خورد و می‌میرد. دیوید را تبعید می‌کنند و عمهٔ بروس، او (پسر دیوید) را به فرزندی قبول می‌کند و به او می‌گوید که پدرش مرده است.
بروس نیز دانشمند مهمی می‌شود و روی پروژهٔ پدرش کار می‌کند و با بتی راس (دختر راس) ارتباط دارد. او در یک حادثه در معرض تابش‌های گاما قرار می‌گیرد، ولی چون قبلاً در خونش آن ماده وجود داشته نمی‌میرد و در عوض هنگامی‌که خشمگین می‌شود به موجود قدرتمندی تبدیل می‌شود. در این هنگام پدرش نیز از تبعید بر می‌گردد و می‌خواهد از او برای قدرتمند شدنش استفاده کند…

## بازیگران
- اریک بانا در نقش بروس بنر / هالک
  - مایک آروین در نقش بروس بنر نوجوان
  - انگ لی وظیفهٔ ضبط حرکت و صداپیشگی هالک را بر عهده داشت
- جنیفر کانلی در نقش بتی راس
- سم الیوت در نقش تادئوس «تاندربولت» راس
- جاش لوکاس در نقش گلن تالبوت
- نیک نولتی در نقش دیوید بنر
- کارا بونو در نقش ایدت بنر
- سلیا وستون در نقش خانم کرنزلر
- کوین رانکین در نقش هارپر